# Sarcophaga albipennis
Sarcophaga albipennis är en tvåvingeart som först beskrevs av Gimmerthal 1842.  Sarcophaga albipennis ingår i släktet Sarcophaga och familjen köttflugor.
Artens utbredningsområde är Litauen. Inga underarter finns listade i Catalogue of Life.